# 本森嶺
本森嶺（英語：Benson Ridge）是南極洲的山嶺，位於沙克爾頓海岸，處於羅布冰川和邦德森冰川之間，美國地質調查局根據測量和該國海軍的空中照片繪入地圖，現時由南極條約體系管理。

## 外部連結
. . United States Geological Survey.   [2011-06-03].
82°46′S 164°48′E / 82.767°S 164.800°E